# Chris Poland
Christopher Poland (Dunkirk, 1º dicembre 1957) è un chitarrista jazz e fusion statunitense, ma gran parte della sua notorietà è dovuta alla sua militanza nella band thrash metal dei Megadeth.
Giovanissimo, entra nei "Welkin", una band Jazz/Rock della sua città natale, Dunkirk, nei pressi di New York e sul finire degli anni settanta suona nella Fusion band "The New Yorkers", dove conosce il batterista Gar Samuelson, con cui stringerà un rapporto di amicizia.
Il talento di Poland e Samuelson attirò Dave Mustaine, leader degli appena originati Megadeth, che li invitò ad entrare nella sua band. Il chitarrista inciderà soltanto i primi due album del gruppo e verrà cacciato da Mustaine per l'eccessivo uso di droghe. Mentre quest'ultimo e il bassista David Ellefson ne facevano un uso modesto, Poland e Samuelson ne erano talmente assuefatti che Poland non riusciva a pizzicare le corde e Samuelson non riusciva a tenere le bacchette in mano.
Dopo il licenziamento, entrò nel gruppo punk dei Circle Jerks in veste di bassista e nel 1990 incise il suo primo disco da solista Return to Metalopolis, un album Fusion/Metal dove esibisce un'ottima prestazione chitarristica. Altri gruppi dove Poland ha collaborato sono Damn The Machine, Mumbo's Brain, Nothing if Not e Chasing the Sun.
Intanto, Chris tornò in buoni rapporti con Mustaine e quest'ultimo lo assoldò per la pubblicazione di The System Has Failed nel 2004, dodicesimo album dei Megadeth dove partecipano anche Jimmy Lee Sloas al basso e il famoso batterista/turnista Vinnie Colaiuta, alla sua prima esperienza con un gruppo Heavy metal.
Chris è stato anche uno "special guest" in due album della band Lamb of God.
Tra il 2016 e il 2018 ha collaborato, in qualità di musicista ospite, con il gruppo progressive metal statunitense Redemption, comparendo sui dischi The Art of Loss (2016), Long Night’s Journey into Day (2018) e sul live album Alive in Color (pubblicato nel 2020, registrato nel 2018). La collaborazione con la band guidata da Nick van Dyk ha avuto inizio in occasione delle registrazioni di The Art of Loss, tragicamente rallentate da un aneurisma cerebrale che aveva colpito il chitarrista Bernie Versailles, costringendolo a una lunga riabilitazione e privando il gruppo di un addetto alla sei corde.
Attualmente Poland suona in un gruppo Jazz/Fusion chiamato Ohm, assieme al bassista Robertino Pagliari e il batterista Kofi Baker; è inoltre endorser di chitarre Schecter e amplificatori Yamaha.

## Discografia

### Megadeth
- Killing Is My Business... And Business Is Good! (1985)
- Peace Sells... But Who's Buying? (1986)
- The System Has Failed (2004)

### Solo
- Return To Metalopolis (1990)
- Chasing the Sun (2000)
- Rare Trax (compilation) (2000)

### Damn The Machine
- Damn The Machine (1993)

### Mumbo's Brain
- Excerpts From The Book Of Mumbo (1995)

### Ohm
- Ohm (2003)
- Ohm: Live (On KPFK 90.7 FM) (2004)
- Amino Acid Flashback (2005)
- Circus of Sound (2008)